# Észak-Korea címere
Észak-Korea címere 1993 óta az ország legmagasabb pontja, a Pektu-hegy csúcsa alatt fekvő vízierőművet (Szuphung-gát), és a felette ragyogó vörös csillagot ábrázolja. Az ábra körül rizskalászok alkotnak ovális keretet, alatta vörös szalagon a „Koreai Népi Demokratikus Köztársaság” felirat található koreai nyelven, hangul írással. 1948-ban volt egy korábbi, rövid ideig használt címer, amely egy nagyolvasztót ábrázolt.
Az ország címere a Szovjetunió címerének mintájára készült, a koreai–szovjet szoros barátság jelélül.

Kezdeti címerötlet 1946-ból
A címer 1948 júliusa és szeptembere között
A címer 1948 szeptembere és 1993 között
A címer 1993 óta